# Terchová
Terchová és un poble i municipi d'Eslovàquia que es troba a la regió de Žilina, al centre-nord del país.

## Història
La primera menció escrita de la vila es remunta al 1580.

## Demografia
| Godina             | 1994 | 2004   | 2014   | 2024   |
| ------------------ | ---- | ------ | ------ | ------ |
| Nombre de persones | 4056 | 4073   | 4038   | 3939   |
| Diferència         |      | +0,41% | −0,85% | −2,45% |

| Godina             | 2023 | 2024   |
| ------------------ | ---- | ------ |
| Nombre de persones | 3955 | 3939   |
| Diferència         |      | −0,40% |

## Persones il·lustres
- Juraj Jánošík (1688-1713): bandoler eslovac i figura èpica de la cultura eslovaca i polonesa.